# Rebelle (album)
Pour les articles homonymes, voir Rebelle.
Albums de Valérie Lagrange
Les Trottoirs de l'éternité
(1984) Fleuve Congo
(2003)
Singles
Rebelle est un album studio de la chanteuse française Valérie Lagrange, sorti en 1985.

« Nous dédions ces chansons à tous ceux qui souffrent, sont persécutés, ou tués simplement parce qu'ils sont rebelles à tout ce qui porte atteinte à la justice de l'amour. »

— Dédicace de Valérie Lagrange et Ian Jelfs.

## Titres
| 1.    | Animal sauvage           | 4:23 |
| 2.    | Besoin d'amour           | 5:42 |
| 3.    | L'Espace d'un instant 85 | 5:06 |
| 4.    | Sans toi                 | 4:45 |
| 5.    | Rebelle                  | 5:58 |
| 6.    | Un peu de vérité         | 5:12 |
| 7.    | L'amour c'est ma maison  | 5:24 |
| 8.    | Femme de Babylone        | 5:38 |
| 42:08 |                          |      |

## Crédits

### Paroles et musique
- Paroles de Valérie Lagrange et musique de Ian Jelfs, sauf Animal sauvage et Rebelle, paroles de Valérie Lagrange et musique de Rob Tolchard.

### Musiciens
- Arrangements : Ian Jelfs, Valérie Lagrange, Barry Reynolds
- Guitares : Mikey Chung (en), Ian Jelfs, Barry Reynolds, Rob Tolchard
- Guitare basse : Mikey Chung, Ian Jelfs, Barry Reynolds
- Guitare basse fretless : Barry Reynolds
- Batterie : Rob Tolchard
- Percussions : Mikey Chung, Steve Sheehan, Rob Tolchard
- Claviers : Rupert Black, Mikey Chung, Ian Jelfs
- Saxophone : Mel Collins
- Chœurs : Ian Jelfs, Valérie Lagrange
- LinnDrum : Mikey Chung, Ludovic Lanen, Rob Tolchard

### Production
- Producteur : Barry Reynolds
- Enregistrement par Bob Potter, assisté de Ludovic Lanen, au studio Vénus D'Huison-Longueville (Essonne) en 1985
- Remixage : Michel Cœuriot et Didier Losahic au studio Plus 30 (Paris, 19e arr.)
- Éditeur : CBS Songs
- Illustrations jaquette recto-verso et pochette intérieure : Alain Leray
- Album original : 33 tours LP stéréo Virgin Records 70394 sorti en 1985

## Autour de l’album
Valérie Lagrange : « Juin 1985, il y a eu le concert des Chanteurs sans frontières, dans le parc de La Courneuve. Je voyais assez souvent Renaud, sa femme et les gens de EMI pour discuter de la répartition des sommes assez importantes que le disque avait rapportées. Parallèlement, j’étais dans l’écriture de nouveaux morceaux, et Ian travaillait aux arrangements. Il y passait ses jours et ses nuits, et avait un peu perdu la notion du temps. […] Quand il essayait de ne plus boire, le manque d’alcool lui provoquait des crises d’épilepsie. […] Malgré toutes ces turbulences, j’avais quand même réussi à écrire de nouvelles chansons, et Virgin avait accepté de les produire. Après le concert des Chanteurs sans frontières, on avait proposé à Renaud d’aller constater, en Éthiopie, comment était géré le fruit de notre action. Mais ça l’angoissait trop, il avait refusé. On m’avait alors demandé d’y aller à sa place. Je sentais que je devais le faire, j’étais quand même l’instigatrice de toute cette histoire. D’une certaine façon, ce que j’y ai vu était tellement atroce que j’ai pu un peu relativiser ce que je vivais avec Ian. […] Pendant les six jours que nous avons passés là-bas, je marchais au Temesta. À Korem, cinquante mille personnes, dont une bonne partie agonisait sous des tentes de l’armée, étaient entassées dans une chaleur moite et suffocante, avec des milliards de mouches et une odeur pestilentielle : l’enfer sur la terre. […] C’est au retour de ce voyage terrifiant qu’il a fallu entrer en studio pour enregistrer notre quatrième album. Après avoir été témoin de l’horreur absolue, je ressentais profondément qu’enregistrer un disque était d’une superficialité intolérable. […] C’est dans cet état d’esprit que nous sommes arrivé à Longueville, un studio à côté d’Étampes, où devait avoir lieu l’enregistrement. […] Chez Virgin, de sérieux bouleversements venaient d’avoir lieu. […] Lagrange n’intéressait plus l’équipe, malgré les cinquante mille exemplaires vendus des Trottoirs de l'éternité. […] À mon insu, avant même que l’enregistrement de l’album soit terminé, ils avaient déjà programmé notre renvoi. Il y avait une petite clause assassine sur mon contrat que mon avocat conseil avait laissé passer, stipulant que si dans les trois mois après la sortie d’un album, les ventes ne dépassaient pas les cinquante mille copies, ils étaient en droit de me rendre « ma liberté », et c’est effectivement ce qui s’est passé. L’album Rebelle est sorti sans presque aucune promotion ni marketing. Trois mois plus tard, vingt-cinq mille exemplaires avaient été vendus, et Zelnik m’a convoquée dans son bureau pour m’annoncer notre disgrâce ». 